# Gurghiu (rivière)
Pour les articles homonymes, voir Gurghiu.
La Gurghiu (Görgény en hongrois, Rosengraben en allemand) est une rivière roumaine du județ de Mureș et un affluent du Mureș, donc un sous-affluent du Danube, par la Tisza.

## Géographie
La Gurghiu prend sa source dans les Monts Gurghiu au sud-est du Mont Saca, dans les Carpates orientales intérieures, près du col de Bucin à 1 200 -m m d'altitude avant de couler dans le sens est-ouest et de se jeter dans le Mureș, en amont de la ville de Reghin à 365 m d'altitude.
Elle traverse successivement les localités de Ibănești, Gurghiu, Solovăstru, Hodac et Reghin.

## Hydrographie
La Gurghiu est un affluent de la rive gauche du Mureș.